# Cirfontaines-en-Ornois
 Cirfontaines-en-Ornois  es una población y comuna francesa, en la región de Champaña-Ardenas, departamento de Alto Marne, en el distrito de Saint-Dizier y cantón de Poissons.

## Demografía
| 133 | 122 | 98 | 111 | 96 | 81 |
| Para los censos de 1962 a 1999 la población legal corresponde a la población sin duplicidades (Fuente: INSEE [Consultar]) |     |    |     |    |    |